# Wilfried David
Wilfried David (Bruges, 22 d'abril de 1946 - Wingene, 15 de juny de 2015) va ser un ciclista belga que fou professional entre 1968 i 1976.
En el seu palmarès destaca la Volta a Bèlgica de 1968, el Tour de Romandia de 1973 i una etapa al Tour de França de 1973 i a la Volta a Espanya de 1971, edició que finalitzà en segona posició, rere el seu compatriota Ferdinand Bracke.
Una vegada retirat, junt a la seva esposa, va dirigir un cafè-restaurant a Ruddervoorde, fins que un incendi el va destruir el desembre de 2011. El 15 de juny de 2015 el matrimoni va morir en un accident de trànsit.

## Palmarès
- 1966
  - Vencedor d'una etapa a la Volta a la província de Namur
- 1967
  - 1r a la Volta a Bèlgica amateur
- 1968
  - 1r de la Volta a Bèlgica
  - Vencedor d'una etapa de la París-Niça
- 1969
  - 1r a Oostduinkerke
  - 1r a Vichte
- 1970
  - 1r a l'Omloop Mandel-Leie-Schelde
- 1971
  - Vencedor d'una etapa de la Volta a Espanya
- 1972
  - Vencedor d'una etapa de la Volta a Suïssa
- 1973
  - 1r del Tour de Romandia i vencedor d'una etapa
  - 1r a la Brussel·les-Ingooigem
  - Vencedor d'una etapa al Tour de França
  - Vencedor d'una etapa del Critèrium del Dauphiné Libéré
- 1976
  - Vencedor d'una etapa del Tour del Mediterrani

### Resultats al Tour de França
- 1968. Abandona (12a etapa)
- 1969. 27è de la classificació general
- 1971. Abandona (14a etapa)
- 1972. 41è de la classificació general
- 1973. 74è de la classificació general. Vencedor d'una etapa
- 1974. Abandona (11a etapa)
- 1975. Abandona (11a etapa)

### Resultats a la Volta a Espanya
- 1971. 2n de la classificació general. Vencedor d'una etapa